# Issoire (affluent de la Boulogne)
Pour l’article homonyme, voir Issoire, ville du Puy-de-Dôme.
Pour les autres cours d'eau, voir Issoire (rivière).
L’Issoire est une rivière française de la Loire-Atlantique et de la Vendée, affluent de la Boulogne.

## Géographie
D'une longueur de 33,4 kilomètres, elle prend sa source en Vendée, sur la commune Saint-Denis-la-Chevasse dans le hameau de L'Étaudière, à la limite de la commune de La Copechagnière, puis remonte vers le nord-ouest en arrosant Les Brouzils, Saint-Denis-la-Chevasse, Montréverd, Rocheservière et Saint-Philbert-de-Bouaine, marquant les limites orientales de ces communes avec celle de Vieillevigne en Loire-Atlantique. Après avoir traversé le bourg de Saint-Philbert-de-Bouaine, l'Issoire se jette dans la Boulogne qui la limite avec la commune de Saint-Colomban au niveau du hameau de Champagné (Loire-Atlantique) à 2,7 kilomètres au nord-ouest.